# انتخابات ریاست‌جمهوری ایالات متحده آمریکا (۲۰۰۸)
انتخابات ۲۰۰۸ ریاست جمهوری ایالات متحدهٔ آمریکا پنجاه و ششمین انتخابات ریاست‌جمهوری ایالات متحده در تاریخ این کشور بود که برای انتخاب چهل و چهارمین رئیس‌جمهور ایالات متحدهٔ آمریکا به همراه معاون او در تاریخ ۴ نوامبر سال ۲۰۰۸ برگزار شد. در این انتخابات باراک اوباما به همراه جو بایدن از سوی حزب دموکرات و جان مک‌کین به همراه سارا پیلین از حزب جمهوری‌خواه (حزب حاکم) به رقابت پرداختند.
در پایان باراک اوباما با ۳۶۵ رأی در مقابل ۱۷۳ رأی جان مک‌کین، به عنوان چهل و چهارمین رئیس‌جمهور ایالات متحده انتخاب شد. اوباما در ۲۸ ایالت و منطقهٔ کلمبیا و جان مک‌کین در ۲۲ ایالت پیروز شدند.
تعداد تخصیص گزینگرهای (Electoral) هر ایالت در این انتخابات بر اساس سرشماری سال ۲۰۰۰ مشخص شده و مشابه انتخابات سال ۲۰۰۴ است. تاریخ آغاز به کار اوباما (رئیس‌جمهور) و جو بایدن (معاون انتخاب شده او) ساعت ۱۲ ظهر ۲۰ ژانویهٔ ۲۰۰۹ به وقت واشینگتن بود.
دیگر نامزدهای مهم این انتخابات چاک بالدوین از حزب قانون اساسی، باب بار از حزب آزادی‌خواه و سینتا مک کینی از حزب سبز بودند. رالف نیدر نیز پس از شکست در انتخابات مقدماتی حزب سبز به‌طور مستقل نامزد مقام ریاست‌جمهوری شده بود.

## مشخصات
- از سال ۱۹۲۸ تاکنون سابقه نداشته‌است که یک انتخابات ریاست‌جمهوری بدون کاندیداتوری یک رئیس‌جمهور یا معاون رئیس‌جمهور پیشین برگزار شود.[۵] جرج بوش رئیس‌جمهور وقت، دو دوره رئیس‌جمهور شده بود و حق شرکت دوباره در انتخابات را نداشت و دیک چینی معاون او نیز همچنان که از سال ۲۰۰۱ به بعد بارها اعلام کرده بود، نامزد انتخابات ریاست‌جمهوری نشد.[۶]
- این نخستین انتخاباتی بود که هر دو کاندیدای اصلی شرکت‌کننده در انتخابات در هنگام انتخابات، سناتور بودند.[۷]
- در این دوره برای اولین بار یک آفریقایی-آمریکایی کاندیدای ریاست‌جمهوری ایالات متحده شده بود.

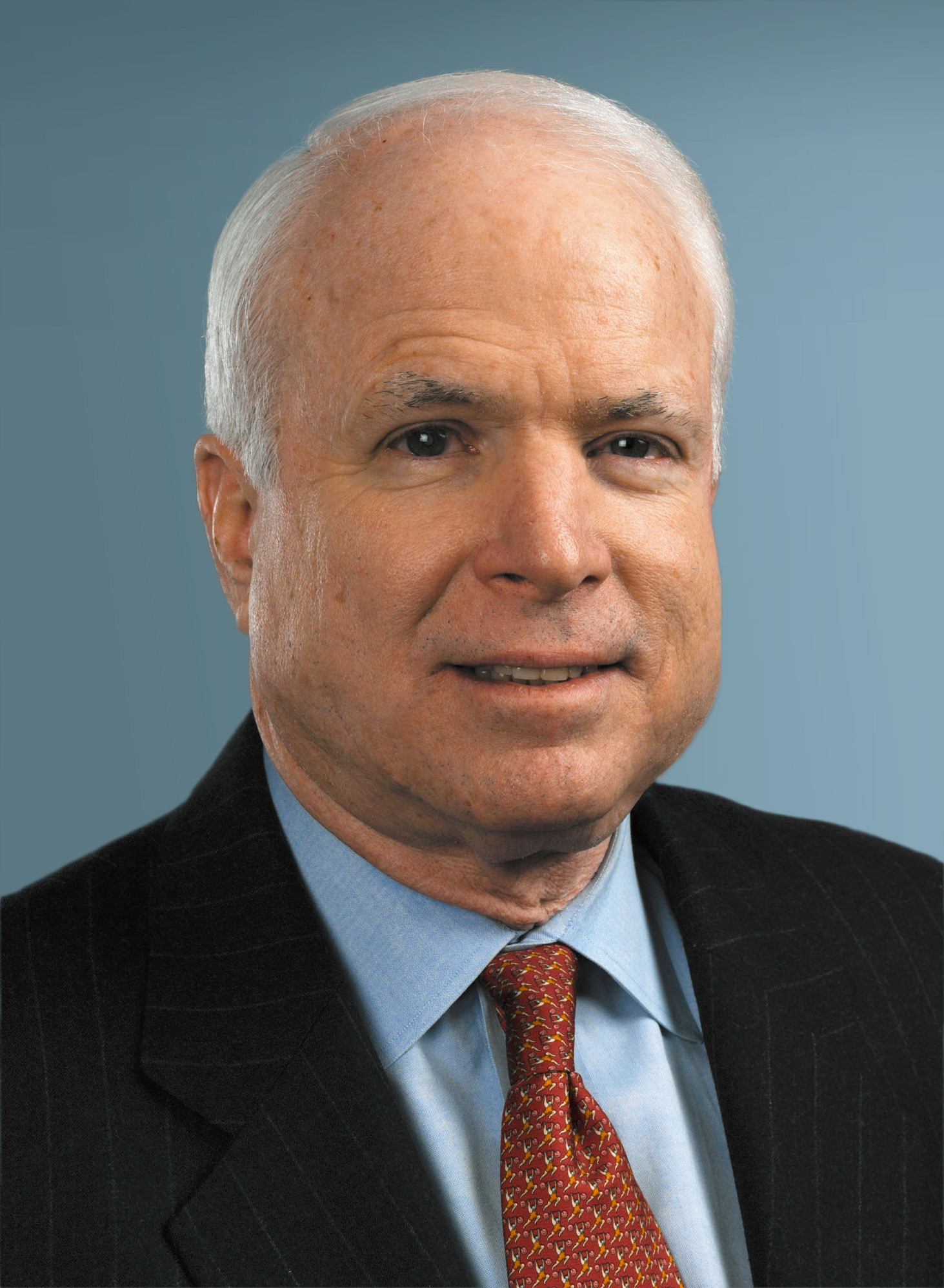
سلاح سناتور مک‌کین تجربه‌ای است که با سن کسب کرده‌است.

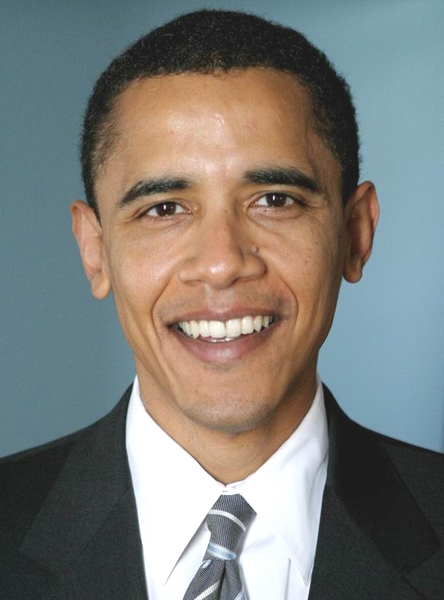
پیام اوباما که آمریکایی‌ها را تغییر خواهد داد مورد استقبال اعضای حزبش نبوده اما رأی‌دهندگان آن را پسندیده‌اند.

## مجموع رای‌ها[۸]
| نامزد انتخاباتی      | حزب                  | ایالت                | آرای مردمی           | آرای مردمی           | رای الکترال | جفت انتخاباتی | ایالت جفت انتخاباتی | رای الکترال جفت انتخاباتی |
| نامزد انتخاباتی      | حزب                  | ایالت                | شمار                 | درصد                 | رای الکترال | جفت انتخاباتی | ایالت جفت انتخاباتی | رای الکترال جفت انتخاباتی |
| -------------------- | -------------------- | -------------------- | -------------------- | -------------------- | ----------- | ------------- | ------------------- | ------------------------- |
| باراک اوباما         | دموکرات              | ایلینوی              | ۶۹٬۴۵۶٬۸۹۷           | ۵۲٫۹٪                | ۳۶۵         | جو بایدن      | دلاویر              | ۳۶۵                       |
| جان مک‌کین            | جمهوری‌خواه           | آریزونا              | ۵۹٬۹۳۴٬۳۸۶           | ۴۵٫۷٪                | ۱۷۳         | سارا پیلین    | آلاسکا              | ۱۷۳                       |
| رالف نادر            | —                    | کانکتیکات            | ۷۳۶٬۸۰۴              | ۰٫۵۶٪                | ۰           | مت گونزالز    | کالیفرنیا           | ۰                         |
| باب بار              | حزب آزادی‌خواه        | جورجیا               | ۵۲۴٬۵۲۴              | ۰٫۴۰٪                | ۰           | وین آلین روت  | نوادا               | ۰                         |
| چاک بالدوین          | حزب قانون اساسی      | جورجیا               | ۱۹۶٬۴۶۱              | ۰٫۱۵٪                | ۰           | روسا کلمنته   | نیویورک             | ۰                         |
| مجموع                | مجموع                | مجموع                |                      | ۱۰۰٪                 | ۵۳۸†        |               |                     | ۵۳۸†                      |
| موردنیاز برای پیروزی | موردنیاز برای پیروزی | موردنیاز برای پیروزی | موردنیاز برای پیروزی | موردنیاز برای پیروزی | ۲۷۰         |               |                     | ۲۷۰                       |

## نامزدهای دموکرات

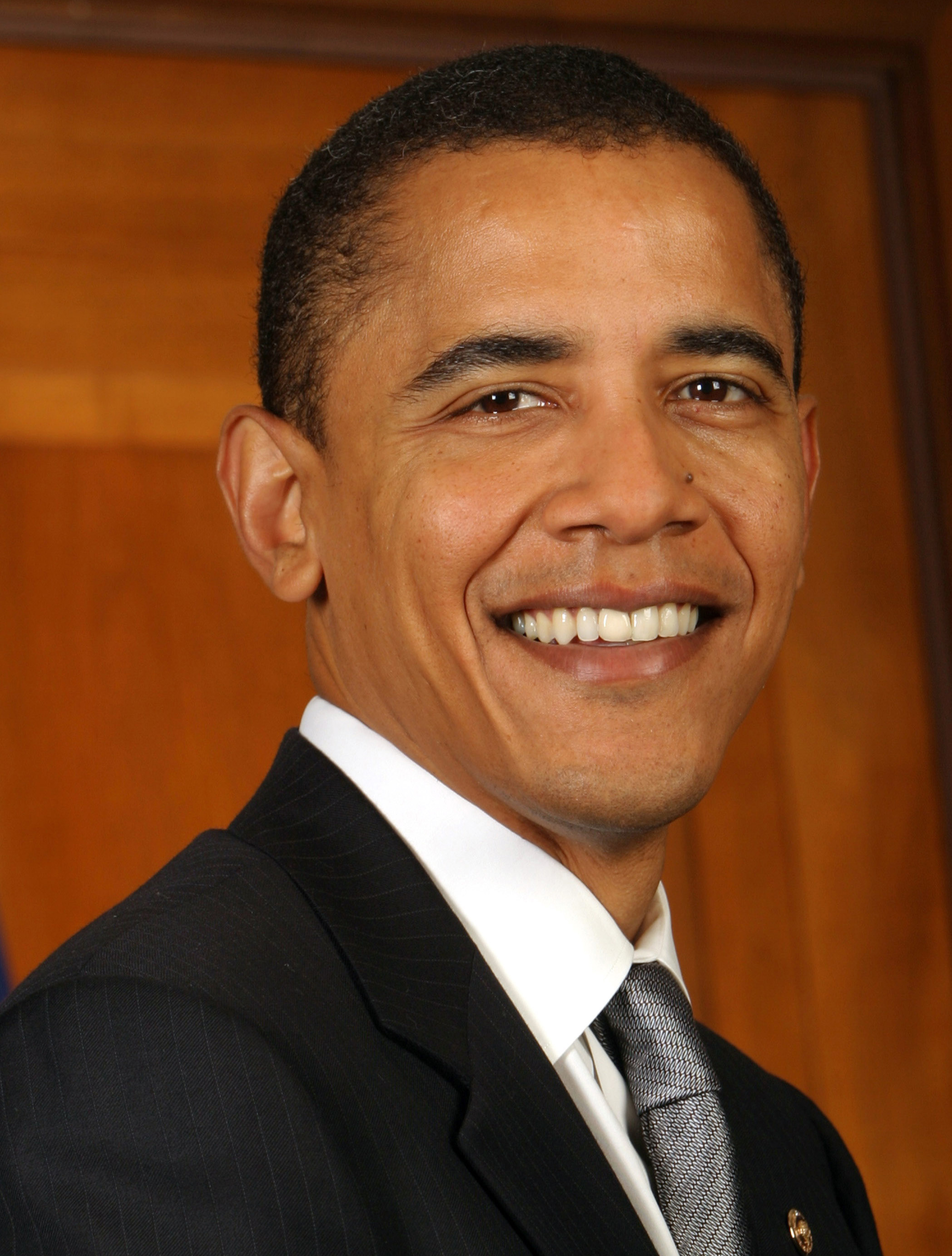
باراک اوباما سناتورایلینوی
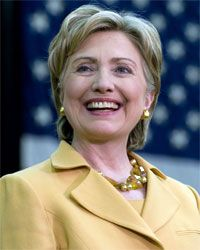
هیلاری کلینتون سناتور از نیویورک
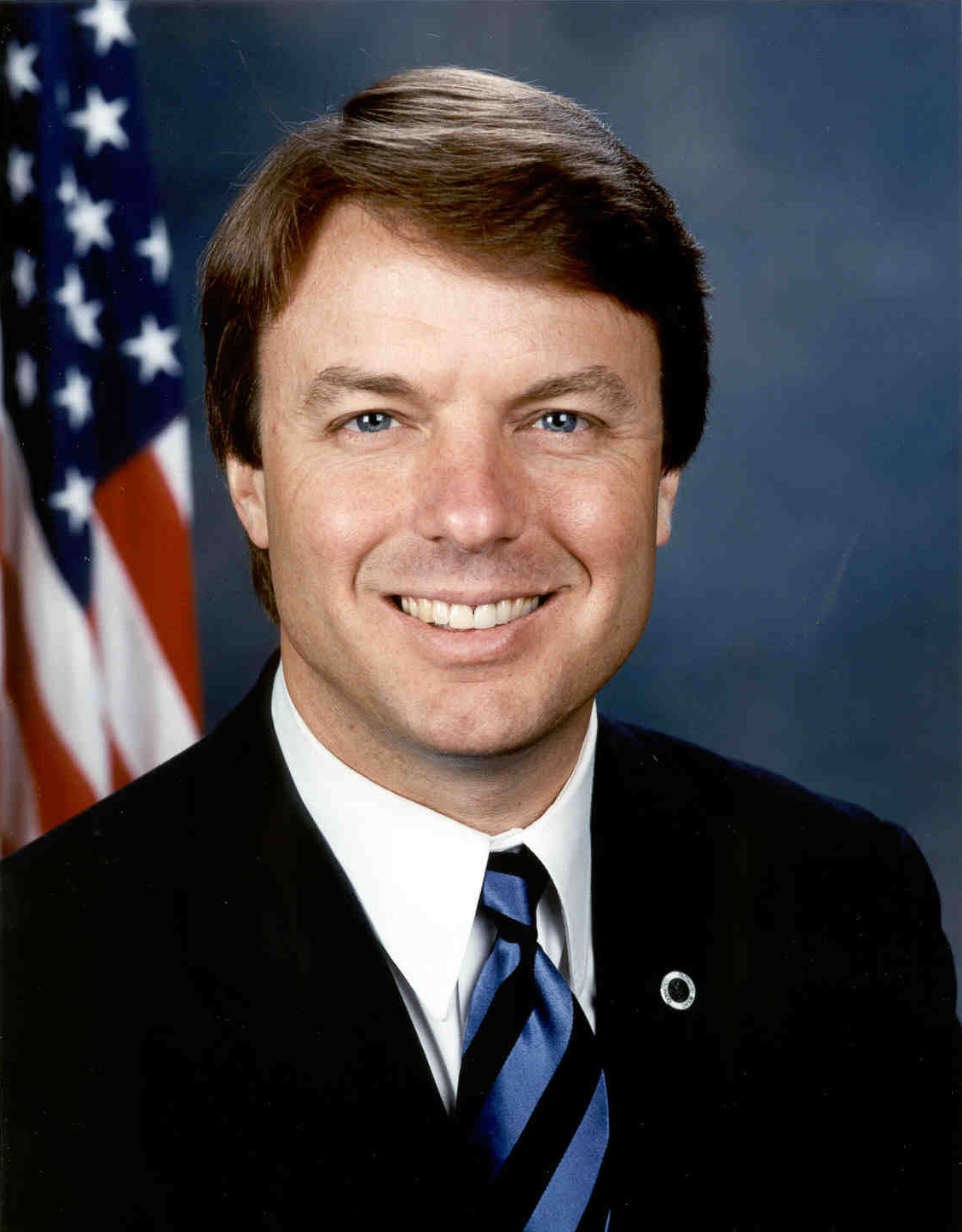
جان ادواردز سناتور پیشین کارولینای شمالی
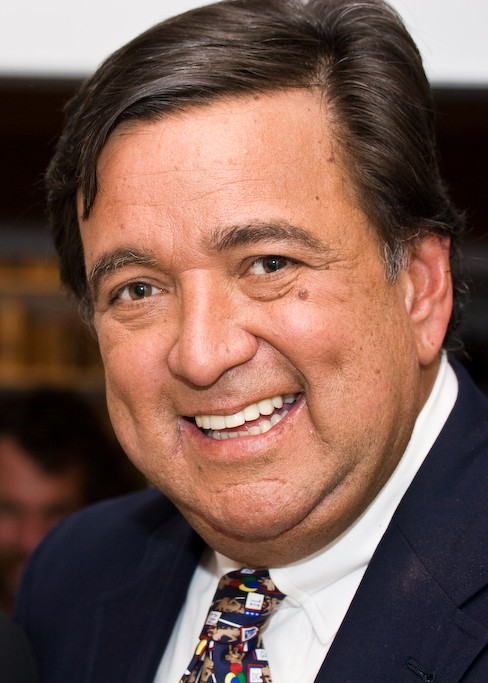
بیل ریچاردسون فرماندار نیومکزیکو
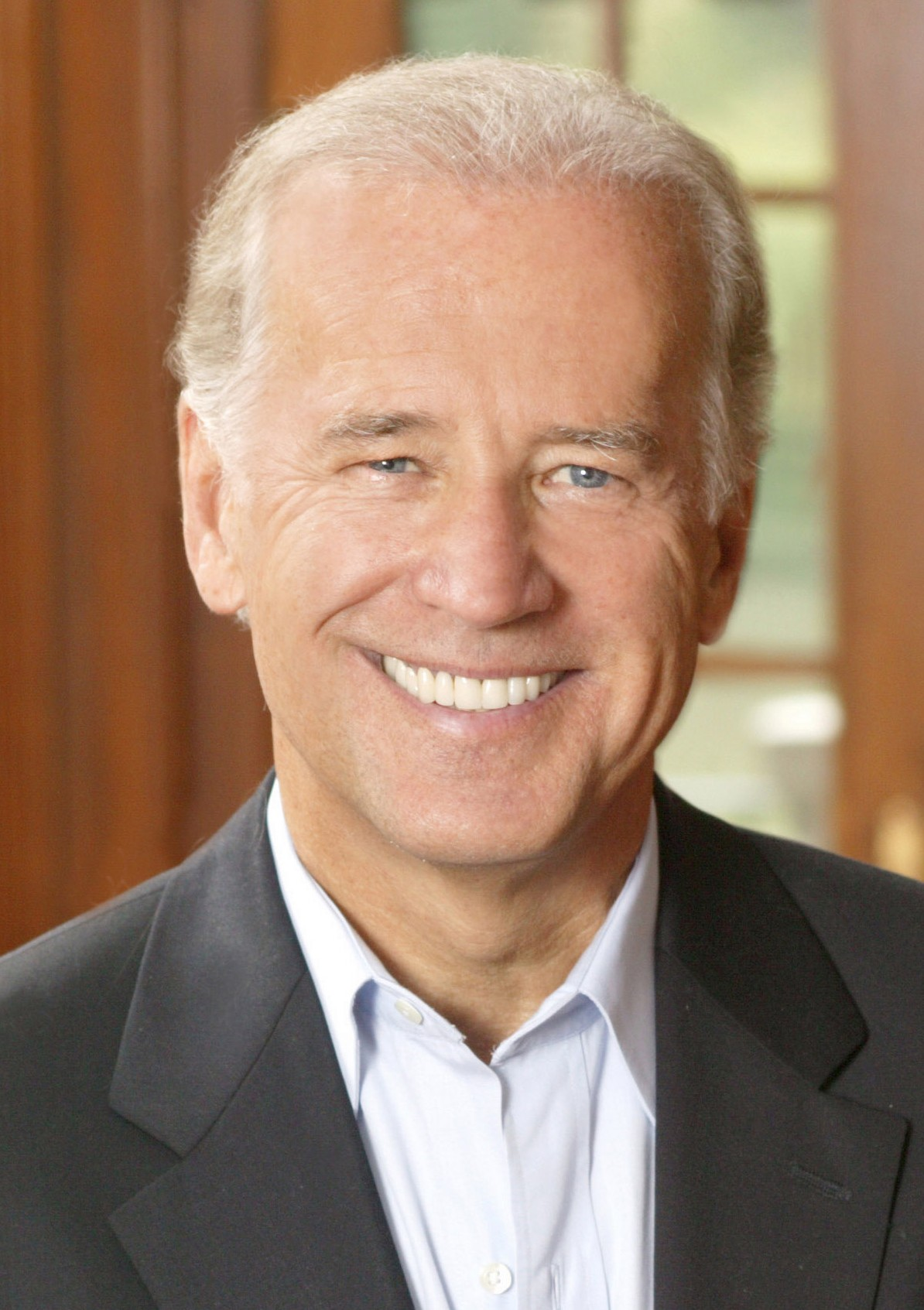
جو بایدن سناتور دلاور
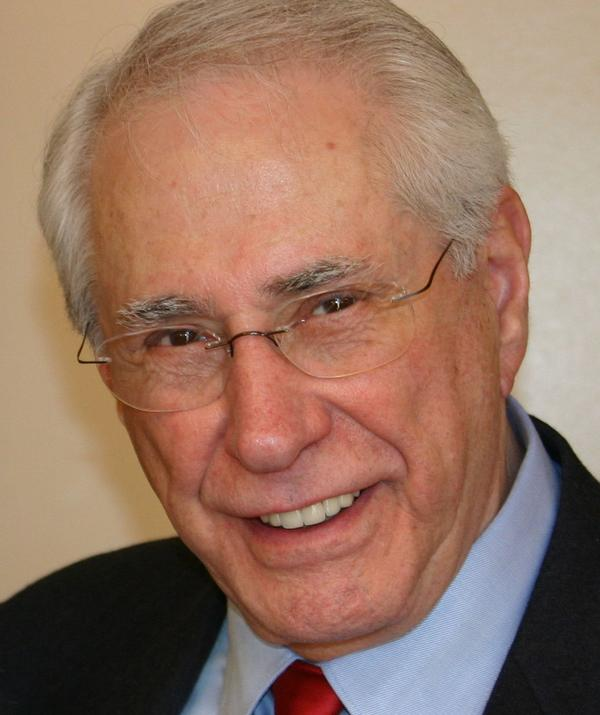
مایک گریول سناتور پیشین آلاسکا
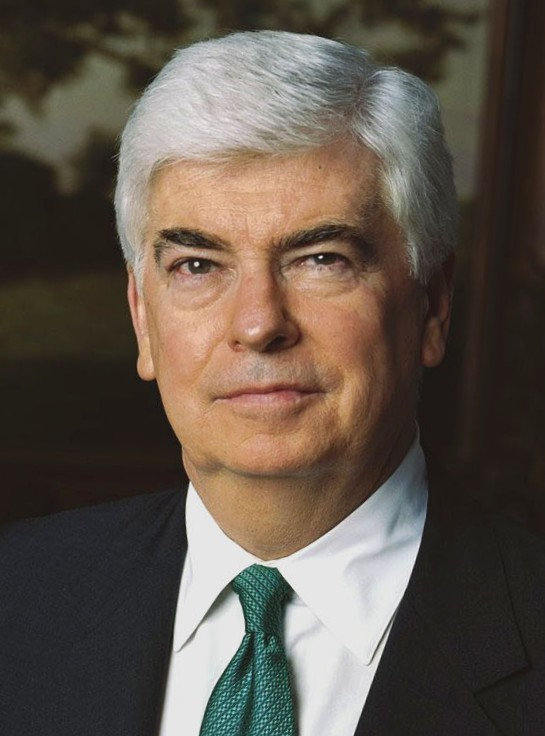
کریستوفر داد سناتور کنتیکت
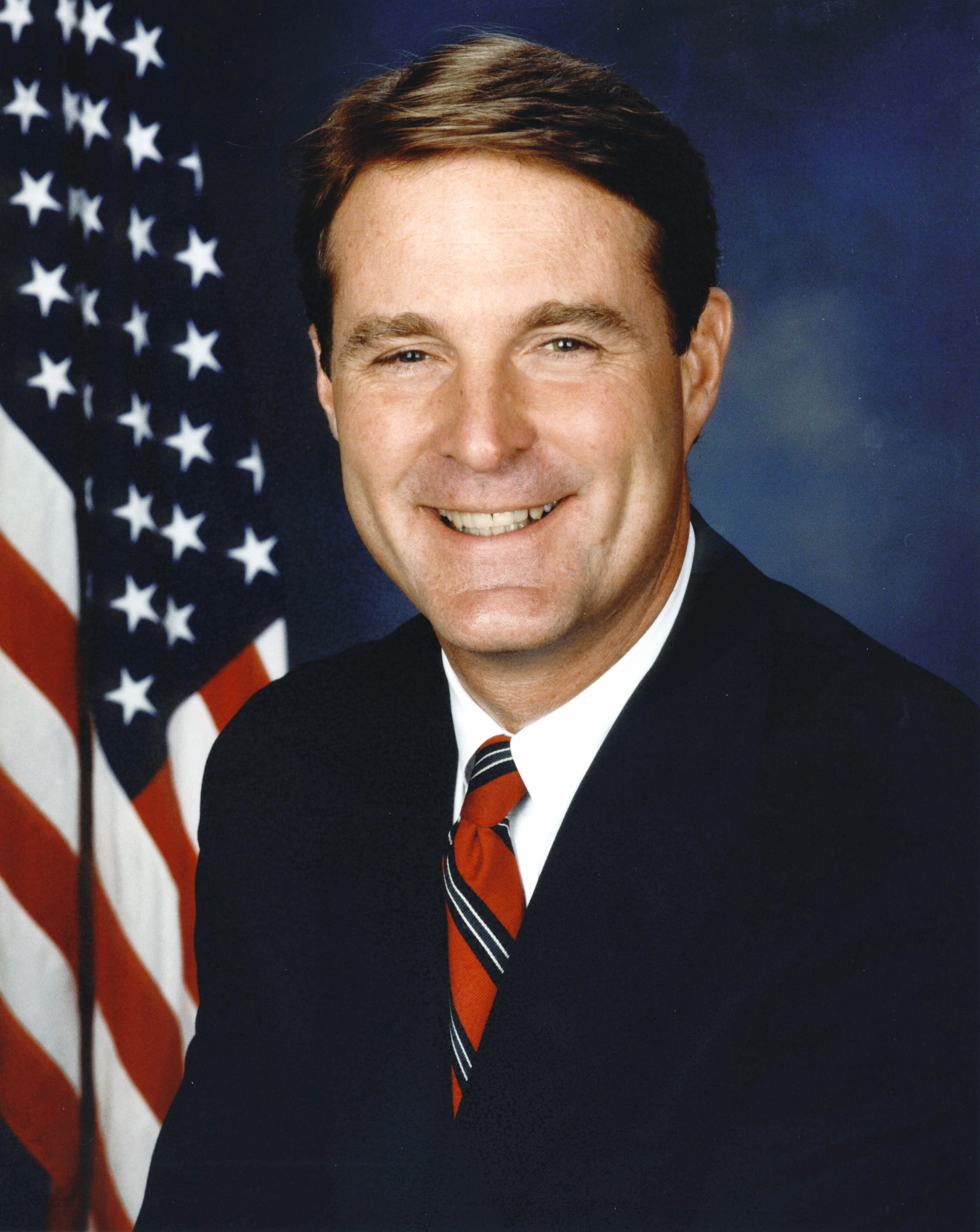
ایون بای سناتور ایندیانا
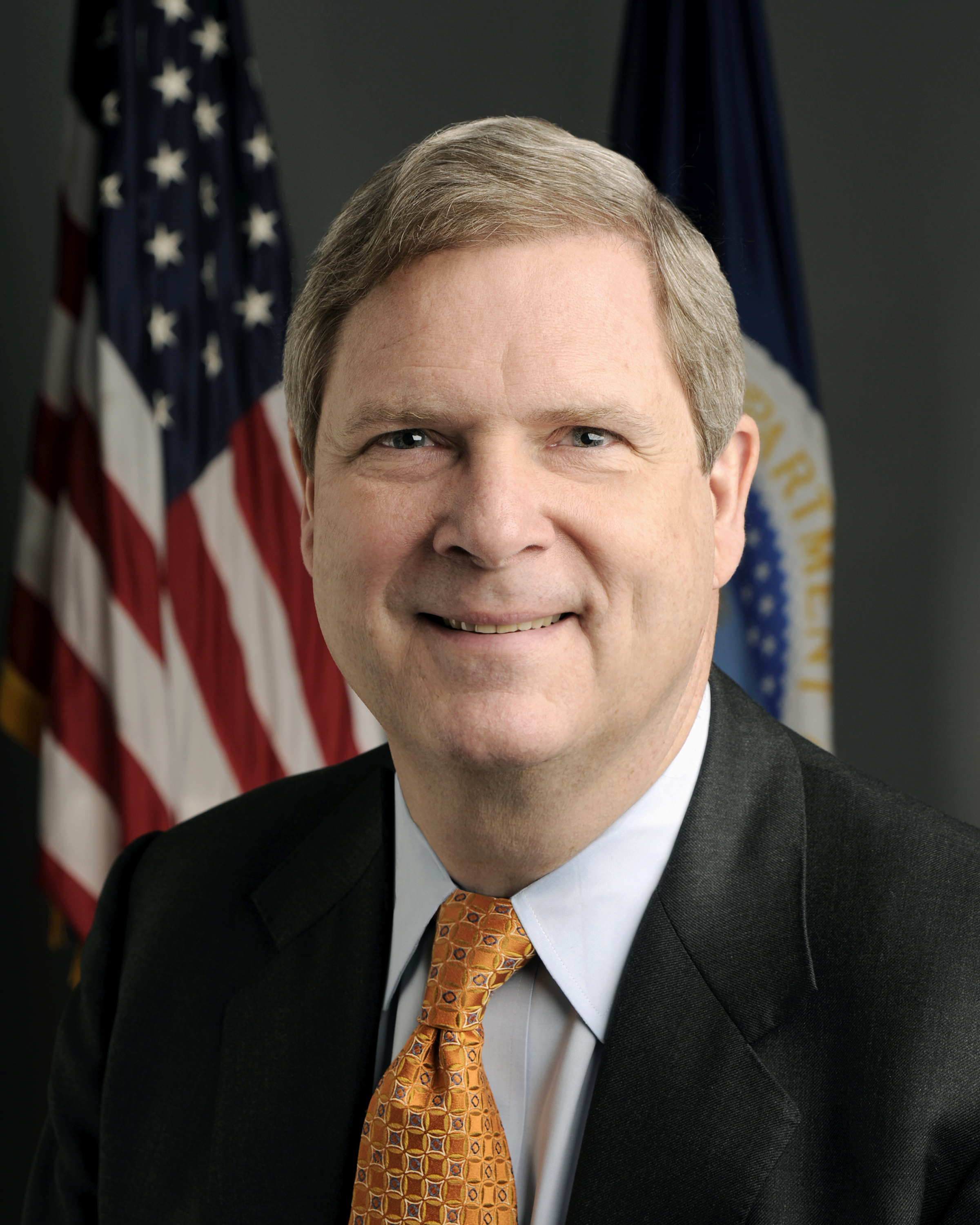
تام ویلساک فرماندار پیشین آیووا

## نامزدهای جمهوری‌خواه

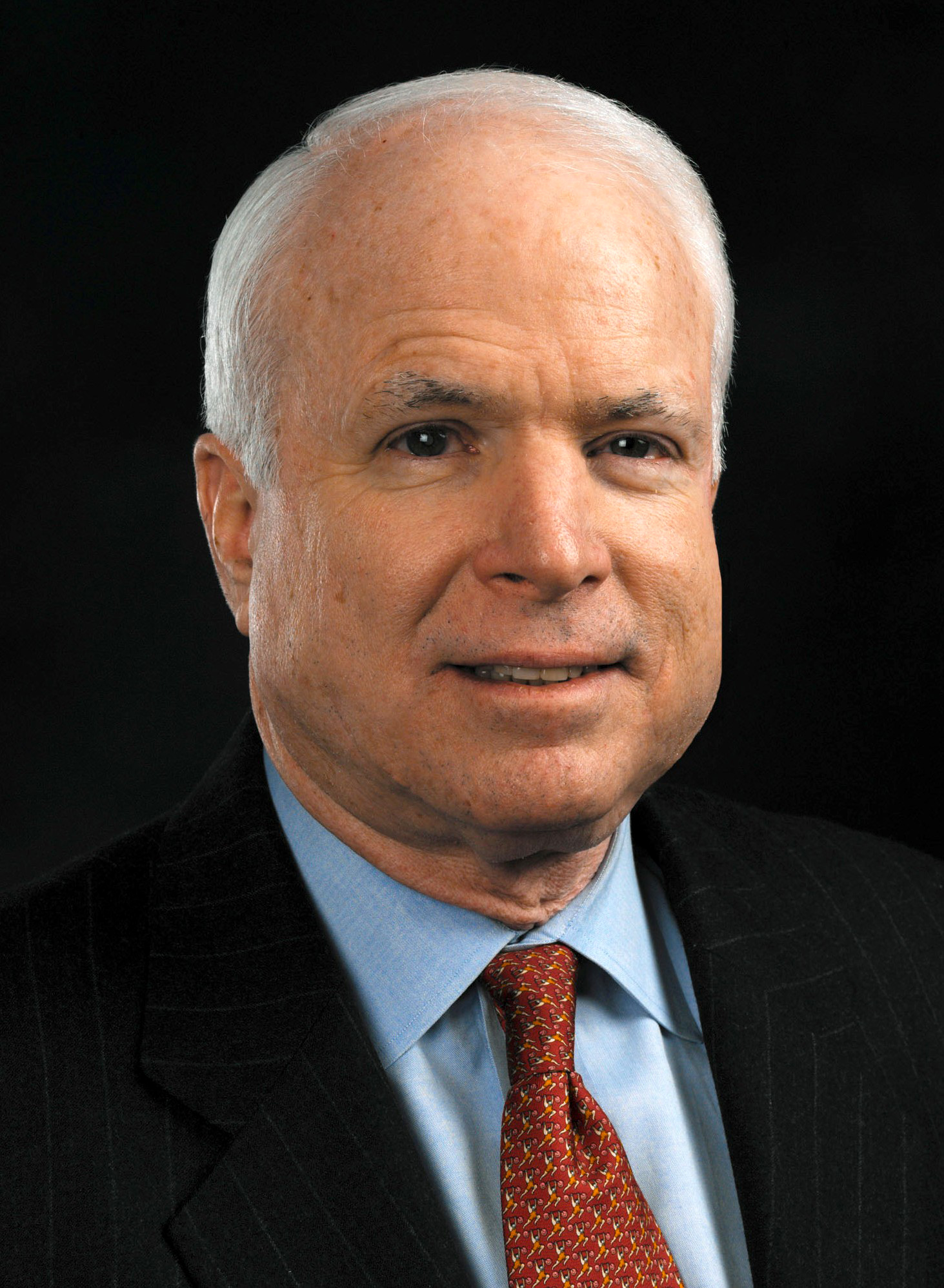
جان مک‌کین سناتور آریزونا
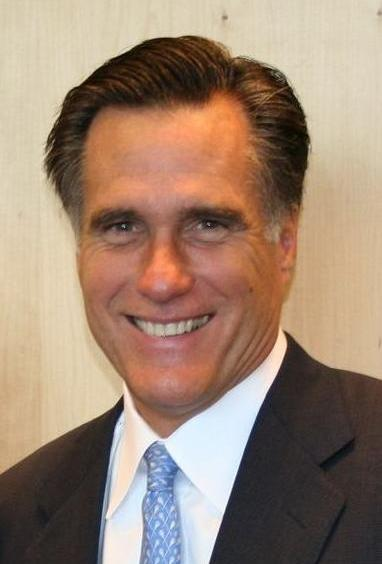
میت رامنی فرماندار پیشین ماساچوست
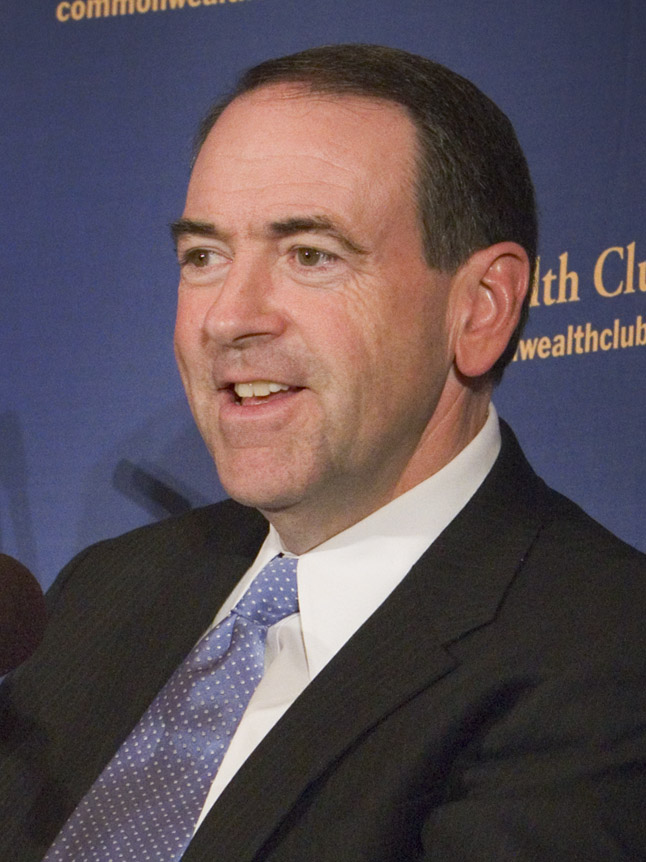
مایک هاکبی فرماندار پیشین آرکانزاس
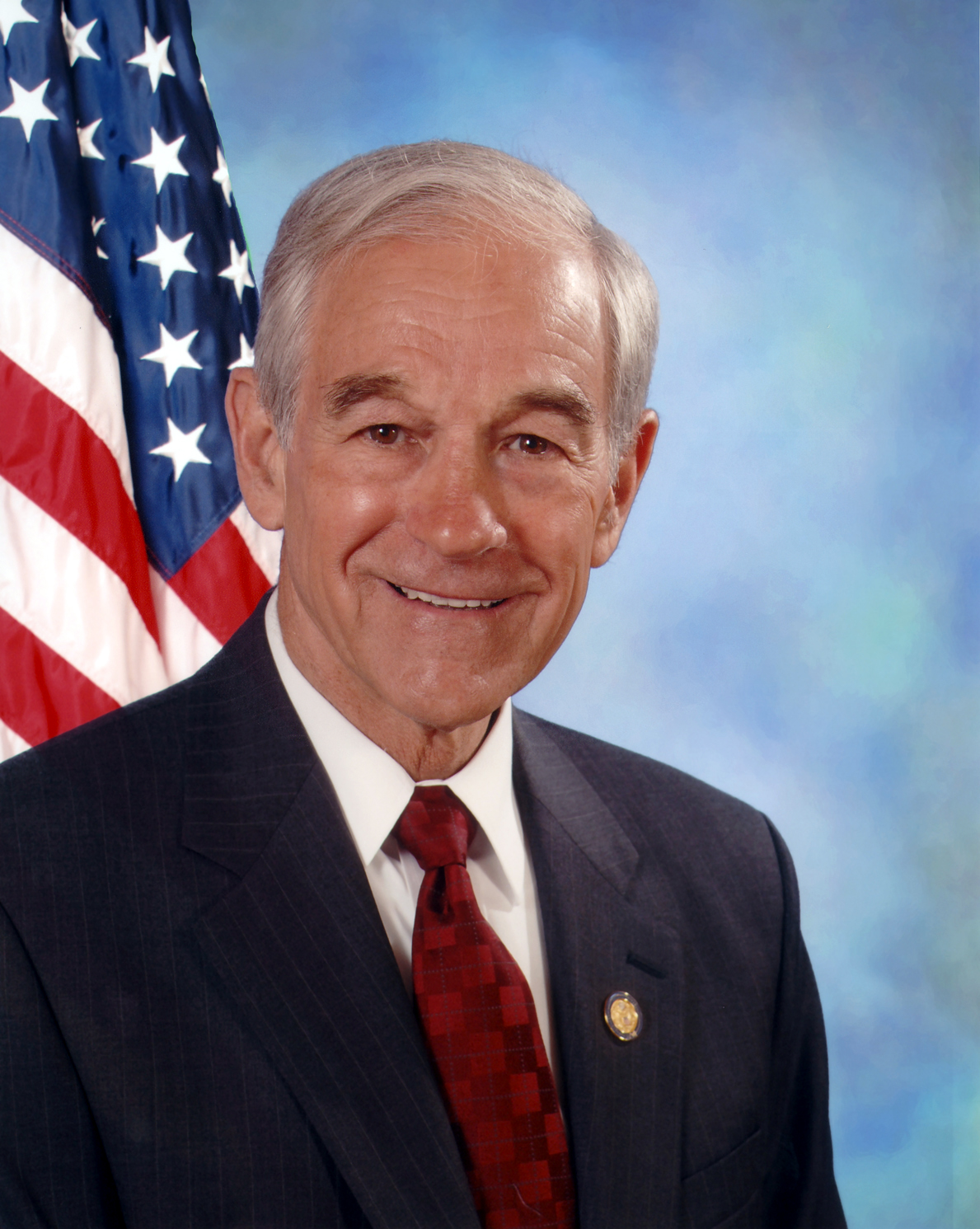
ران پال نمایندهٔ مجلس از تگزاس
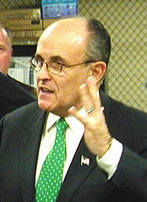
رودی جولیانی شهردار پیشین شهر نیویورک
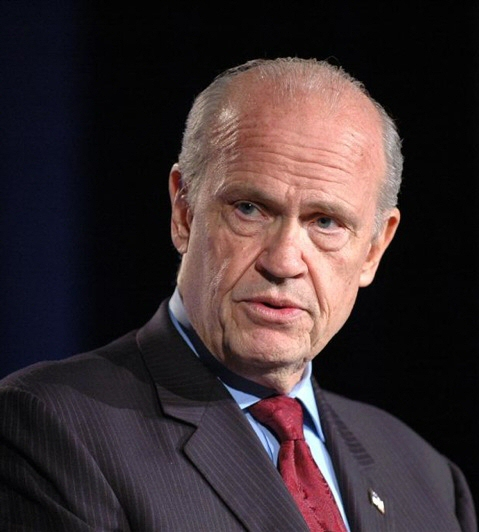
فرد تامپسون سناتور پیشین تنسی
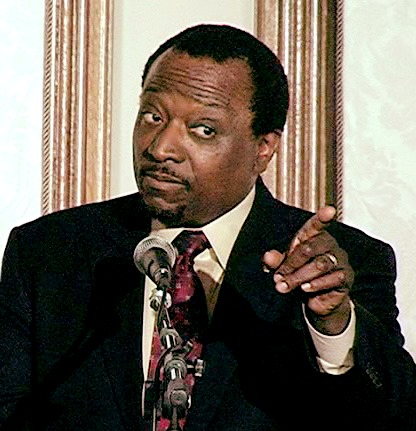
Alan Keyes سفیر پیشین ایالات متحده در شورای اقتصادی و اجتماعی سازمان ملل متحد، مریلند
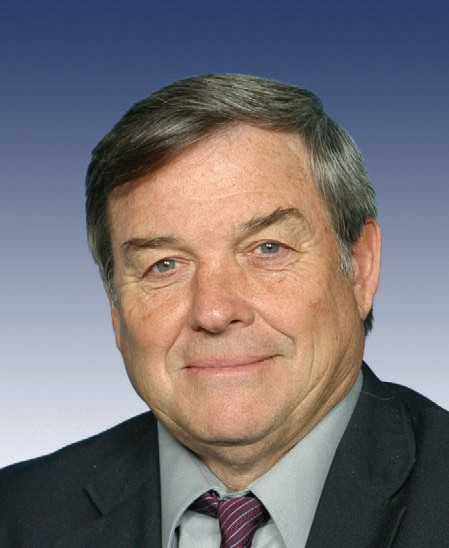
دونکان هانتر نمایندهٔ مجلس از کالیفرنیا
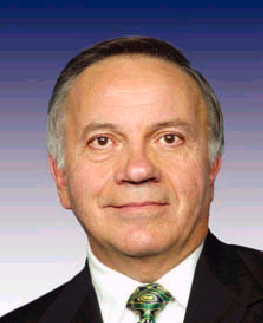
تام تانکریدو نمایندهٔ مجلس از کلرادو
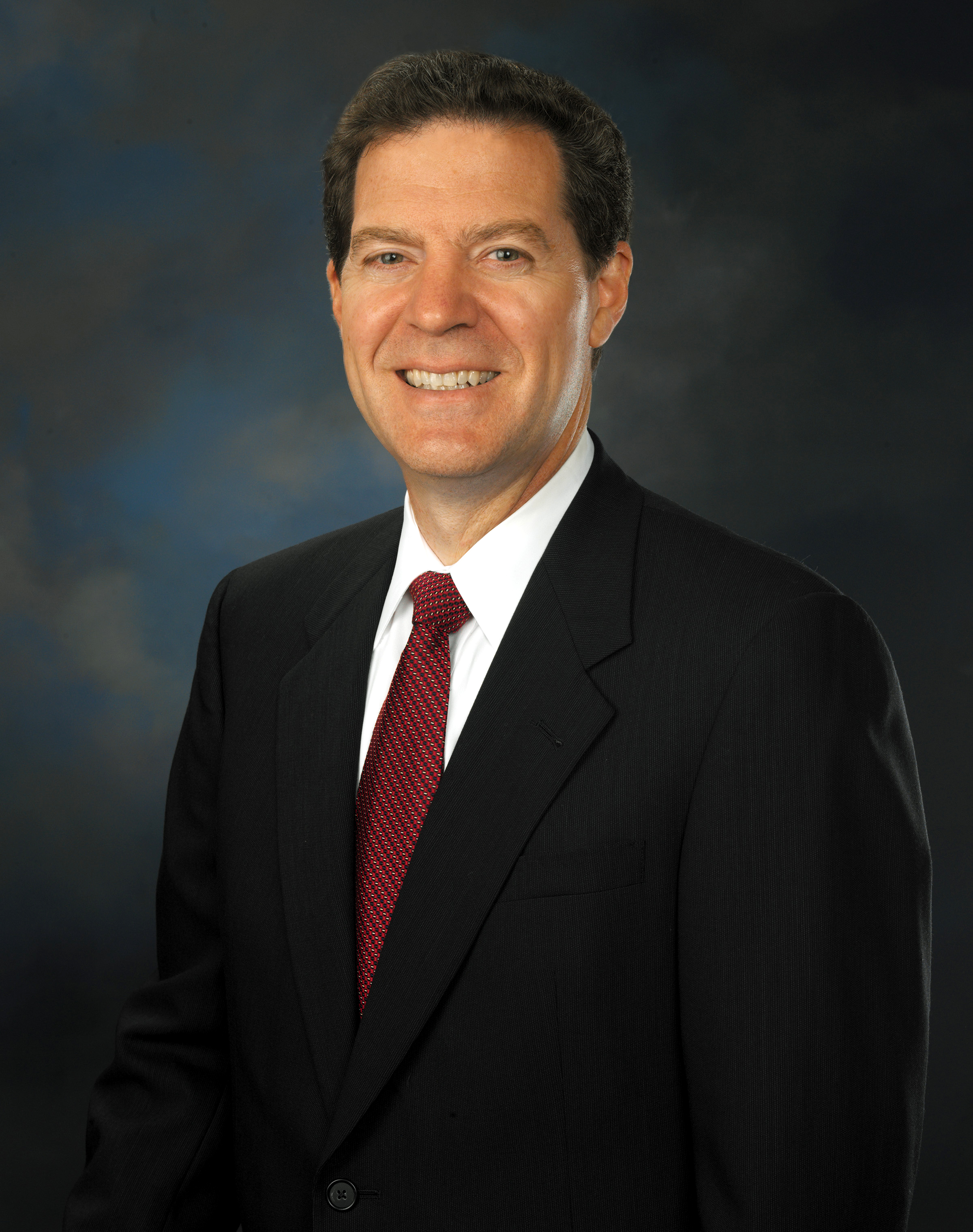
سم براونبک نمایندهٔ مجلس از کانزاس
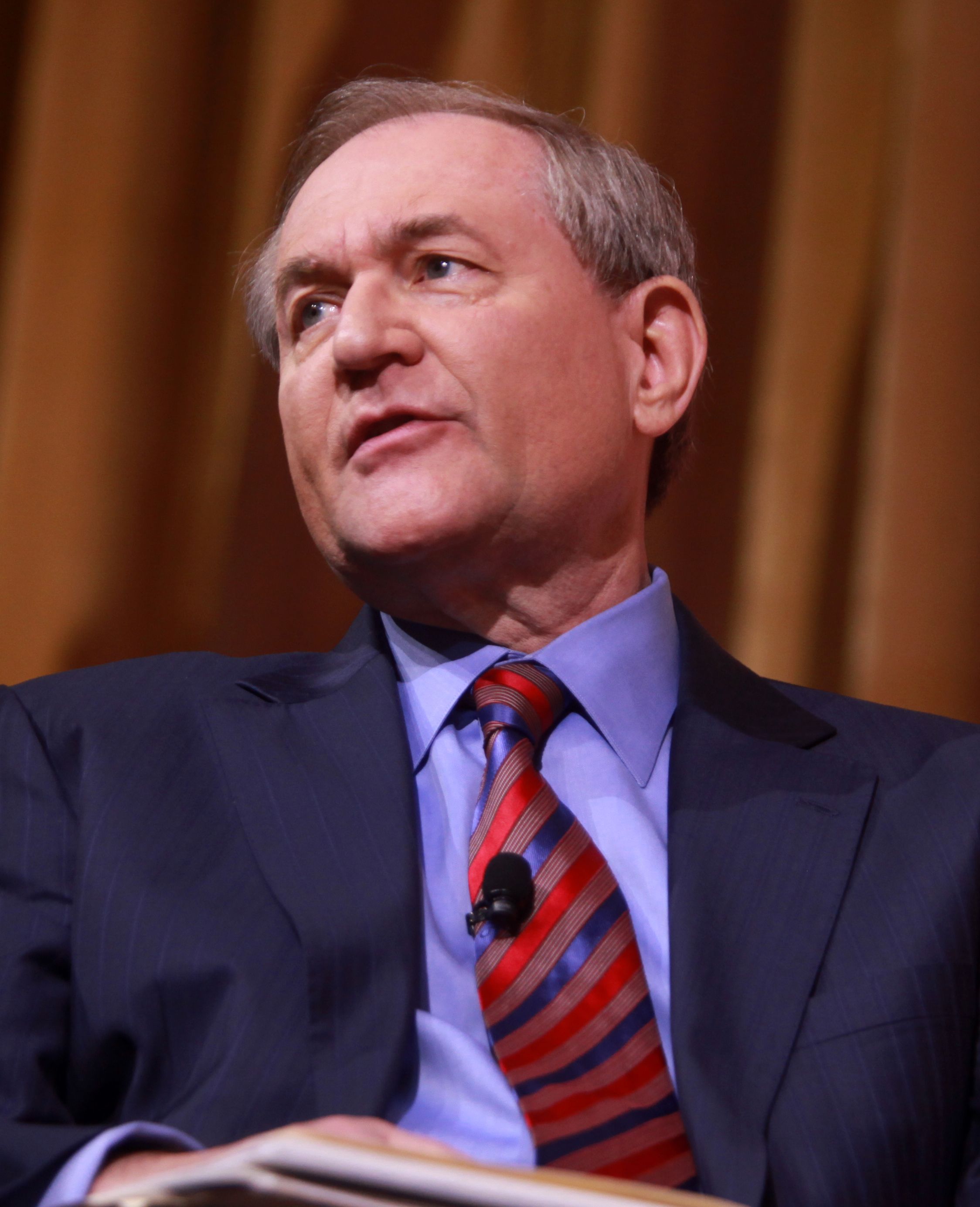
جیم گیلمور فرماندار پیشین ویرجینیا
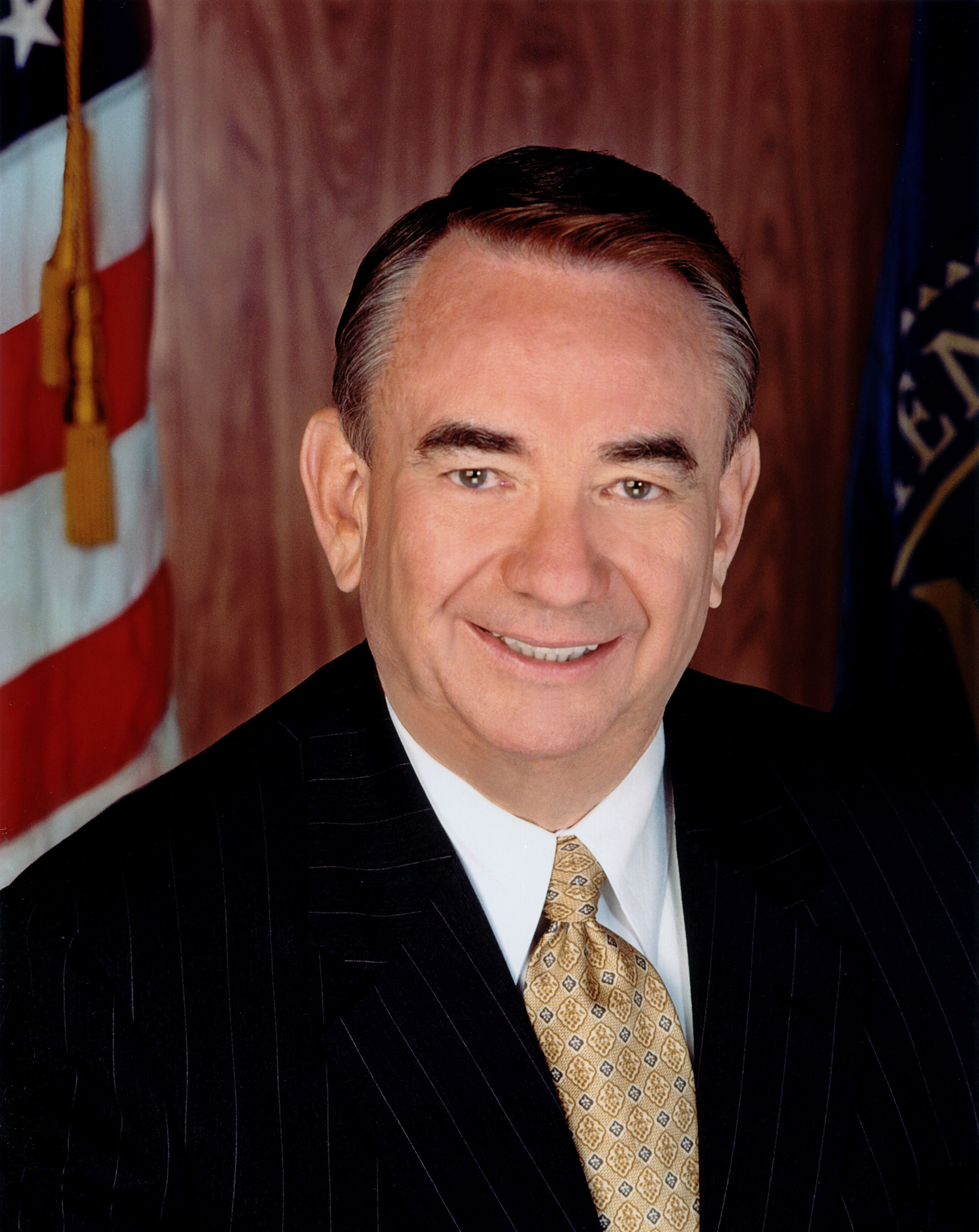
تامی تامپسون وزیر بهداشت و خدمات انسانی پیشین از ویسکانسین

## پیوند به برون
- وبگاه انتخاباتی جان مک کین
- وبگاه انتخاباتی باراک اوباما
- نتایج انتخابات ایالت‌ها
- نتایج انتخابات